# Wygnanów (województwo lubelskie)
Wygnanów – wieś w Polsce położona w województwie lubelskim, w powiecie radzyńskim, w gminie Czemierniki.
Wieś szlachecka położona była w drugiej połowie XVI wieku w powiecie lubelskim województwa lubelskiego. W latach 1975–1998 miejscowość należała administracyjnie do województwa bialskopodlaskiego.
Wieś stanowi sołectwo gminy Czemierniki. Według Narodowego Spisu Powszechnego z roku 2011 wieś liczyła 538 mieszkańców.
Wierni Kościoła rzymskokatolickiego należą do parafii św. Stanisława w Czemiernikach.

## Historia
Wieś pojawia się w dokumentach źródłowych w roku 1509. W roku tym król Zygmunt Stary za staraniem Mikołaja Firleja przenosi wieś Czemierniki na prawo miejskie, oraz wsie Skoki, Wola Sucha i Wygnanów, na prawo magdeburskie. Wieś stanowiła wówczas własność szlachecką Firlejów w kluczu czemiernickim ich dóbr.